# Ворр-Ейкерс (Оклахома)
Ворр-Ейкерс (англ. Warr Acres) — місто (англ. city) в США, в окрузі Оклахома штату Оклахома. Населення — 10 452 особи (2020).

## Географія
Ворр-Ейкерс розташований за координатами 35°31′34″ пн. ш. 97°37′5″ зх. д. / 35.52611° пн. ш. 97.61806° зх. д. (35.526104, -97.618106).  За даними Бюро перепису населення США в 2010 році місто мало площу 7,35 км², з яких 7,29 км² — суходіл та 0,05 км² — водойми.

## Демографія
Згідно з переписом 2010 року, у місті мешкали 10 043 особи в 3945 домогосподарствах у складі 2609 родин. Густота населення становила 1367 осіб/км².  Було 4356 помешкань (593/км²).
Расовий склад населення:
| - 67,2 % — білих - 9,8 % — чорних або афроамериканців - 3,0 % — корінних американців - 2,2 % — азіатів - 0,1 % — вихідців з тихоокеанських островів - 11,7 % — осіб інших рас |

До двох чи більше рас належало 6,0 %. Частка іспаномовних становила 20,2 % від усіх жителів.
За віковим діапазоном населення розподілялося таким чином: 26,0 % — особи молодші 18 років, 60,3 % — особи у віці 18—64 років, 13,7 % — особи у віці 65 років та старші. Медіана віку мешканця становила 35,3 року. На 100 осіб жіночої статі у місті припадало 93,1 чоловіків;  на 100 жінок у віці від 18 років та старших — 89,3 чоловіків також старших 18 років.
Середній дохід на одне домашнє господарство  становив 60 935 доларів США (медіана — 45 846), а середній дохід на одну сім'ю — 68 397 доларів (медіана — 53 220). Медіана доходів становила 36 184 долари для чоловіків та 31 010 доларів для жінок. За межею бідності перебувало 14,8 % осіб, у тому числі 22,8 % дітей у віці до 18 років та 4,2 % осіб у віці 65 років та старших.
Цивільне працевлаштоване населення становило 5172 особи. Основні галузі зайнятості: роздрібна торгівля — 18,5 %, освіта, охорона здоров'я та соціальна допомога — 14,7 %, науковці, спеціалісти, менеджери — 13,5 %.